# Resurrection Fest
El Resurrection Fest és un festival de música que té lloc a la localitat de Viveiro, a Galícia. Aquest festival se celebra anualment des del 2006 durant l'estiu, amb un programa musical centrat en la música heavy metal i hardcore punk. Des del seu naixement ha aconseguit convertir-se en un dels festivals més populars d'Europa per la seva especialització en el metal extrem. En l'edició de 2013 va aconseguir congregar 33.000 assistents, generant un impacte socioeconòmic de 3.3 milions d'euros a la comarca. El 2015 aquestes xifres van augmentar a més de 54.500 persones i un impacte de 6.150.000 d'euros. El 2016 va aconseguir la xifra de 80.542 assistents i un impacte de 10.2 milions d'euros.

## Història
La primera edició, de caràcter gratuït, havia de tenir lloc el 20 d'agost de 2006 amb el nom de Viveiro Summer Fest gràcies al suport i finançament del govern local. A dos dies de la seva celebració, el cap de cartell d'aquella edició, Sick Of It All, va haver de cancel·lar forçosament la seva actuació per una infecció d'oïda del seu bateria. Tanmateix, es va posposar per al novembre d'aquell mateix any anomenant-se ja Resurrection Fest i es va convertir en tot un èxit de públic. Des de llavors, ha augmentat la seva durada fins a quatre i més de 100 d'actuacions.
Al llarg de la seva història, ha acollit més de 300 bandes i grups de gran nivell i fama internacional com Napalm Death, Madball, Misfits, Bane, Soziedad Alkoholika, Habeas Corpus, Voodoo Glow Skulls, Toy Dolls, Berri Txarrak, Adrenalized, No Use For A Name, Lagwagon, Converge, Angelus Apatrida, Cro-Mags, Raised Fist, Gorilla Biscuits, Kvelertak, Meshuggah, The Real McKenzies, The Adicts, Architects, Misconduct, Municipal Waste, Toundra, Escuela de Odio, Suicidal Tendencies, Agnostic Front, Good Riddance, Reel Big Fish, Killswitch Engage, Millencolin, Jello Biafra, Biohazard, The Exploited, Blowfuse, Comeback Kid, Crisix, Lendakaris Muertos, Kreator, Turbonegro, Atlas Losing Grip, Snuff, Fear Factory, Satanic Surfers, Soufly, Strung Out, Dog Eat Dog, No Fun at All, Arch Enemy, Mastodon, Sabaton, Airbourne, Mayhem, Eluveitie, Korpiklaani, Annihilator, Obituary, Slipknot, Iron Maiden, Korn, Motörhead, Kiss, Scorpions, Rammstein, Parkway Drive, In Flames, Megadeth, Anthrax, Slayer, Cannibal Corpse, NOFX, Trivium, Bad Religion, Bullet for My Valentine, Pennywise, At the Gates, Dead Kennedys o Black Flag, entre molts altres.